# Leistenregion

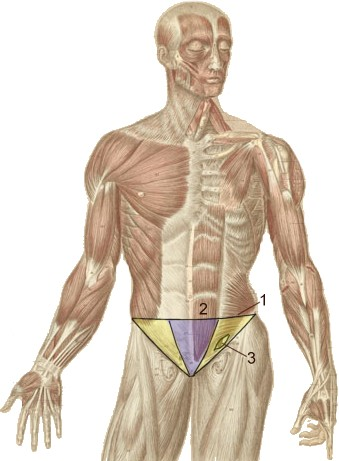
Leisten- (gelb) und Schamgegend (blau).
1 Planum interspinale,
2 gerader Bauchmuskel,
3 Leistenkanal (nur links eingezeichnet, aber beidseitig vorhanden).

Die Leiste (lateinisch das Inguen) ist der untere (Mensch) bzw. hintere (andere Säugetiere) seitliche Teil der Bauchwand. 
Die Leistengegend oder Leistenregion (Regio inguinalis) wird beim Menschen nach oben von der Verbindungslinie zwischen den beiden oberen Darmbeinkämmen (Spina iliaca anterior superior) des Beckens begrenzt (sogenanntes Planum interspinale). Bei Tieren wird die Verbindungslinie zwischen dem vorderen Ende der beiden Hüfthöcker (Tubera coxae) als vordere Grenze definiert. Nach kaudal wird die Leistenregion vom oberen (Mensch) bzw. vorderen (Tiere) Rand des Beckens begrenzt. Zur Mitte hin reicht die Leistengegend bis zur seitlichen Kontur des geraden Bauchmuskels, wo sie an die zwischen beiden Leisten gelegene Schamgegend (Regio pubica) grenzt.
Die Leistenregion weist mit dem Leistenkanal (Canalis inguinalis) beziehungsweise dessen innerem Zugang („innerer Leistenring“, Anulus inguinalis profundus)  eine natürliche Schwachstelle auf. An dieser Stelle kann ein Leistenbruch auftreten, also Inhalt der Bauchhöhle durch die Bauchwand vorfallen. Direkte Leistenbrüche treten im Hesselbach-Dreieck auf. Die Blutgefäßversorgung der Leistenregion erfolgt über die Leistenäste der Arteria pudenda externa und der Arteria circumflexa ilium superficialis.
Bei Huftieren liegt die Milchdrüse in der Leisten- und Schamregion und wird Euter genannt. Bei Ziegenartigen findet sich seitlich davon eine spezifische Hautdrüse, die Inguinaltasche. 